# Teen pop
Teen pop là một nhánh của nhạc pop được sản xuất, tiếp thị và hướng đến lứa tuổi teen và thanh thiếu niên. Teen pop sao chép những thể loại và phong cách như pop, dance, R&B, hip hop, nhạc đồng quê và rock. Đặc trung điển hình của Teen pop bao gồm giọng hát auto-tune, vũ đạo được dàn dựng, tập trung vào ngoại hình (khuôn mặt ăn ảnh, cơ thể độc đáo, kiểu tóc và trang phục), lời bài hát tập trung vào các vấn đề tuổi teen như tình yêu/mối quan hệ, tìm kiếm bản thân, tình bạn, bất kể tuổi tác của nghệ sĩ và các dòng điệp khúc lặp đi lặp lại cùng với một giai điệu nói chung là vui vẻ trong nền tảng.

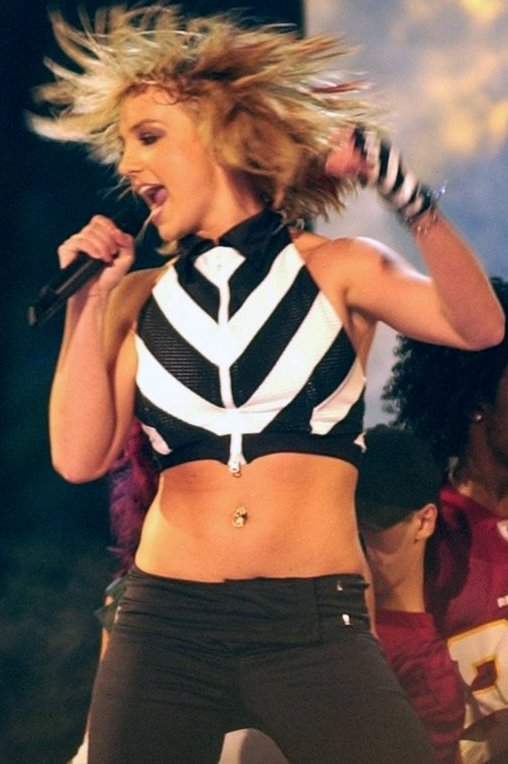
Britney Spears, một ca sĩ teen pop